# Guillermo Fayed
Guillermo Fayed (Chamonix, Francia, 28 de noviembre de 1985) es un esquiador que tiene 4 podios en la Copa del Mundo de Esquí Alpino.

## Resultados

### Juegos Olímpicos de Invierno
- 2010 en Vancouver, Canadá
  - Super Gigante: 22.º
  - Descenso: 26.º
- 2014 en Sochi, Rusia
  - Descenso: 26.º

### Campeonatos Mundiales
- 2011 en Garmisch-Partenkirchen, Alemania
  - Descenso: 23.º
- 2013 en Schladming, Austria
  - Descenso: 21.º
- 2015 en Vail/Beaver Creek, Estados Unidos
  - Descenso: 5.º

### Copa del Mundo

#### Clasificación en Copa del Mundo
| Temporada | Edad | Pos. General | Eslalon | Esl. Gigante | Super Gig. | Descenso | Combinada |
| --------- | ---- | ------------ | ------- | ------------ | ---------- | -------- | --------- |
| 2006      | 21   | 144          | —       | —            | —          | —        | 51        |
| 2008      | 23   | 107          | —       | —            | —          | 40       | 48        |
| 2009      | 24   | 125          | —       | —            | —          | 42       | —         |
| 2010      | 25   | 96           | —       | —            | —          | 40       | 38        |
| 2011      | 26   | 74           | —       | —            | —          | 24       | 51        |
| 2012      | 27   | 76           | —       | —            | —          | 28       | —         |
| 2013      | 28   | 66           | —       | —            | 39         | 28       | —         |
| 2014      | 29   | 64           | —       | —            | —          | 25       | —         |
| 2015      | 30   | 17           | —       | —            | 35         | 3        | —         |
| 2016      | 31   |              | —       | —            |            | 8        | —         |